# 寺田操
寺田 操（てらだ そう、女性、1948年 ‐ ）は、日本の詩人、文芸評論家。
兵庫県神戸市生まれ。1987 - 2008年、『而（しこうして）』（白地社）『エピュイ』『関西文学』の編集に関わる。個人誌『POETRY EDGING』発行。

## 著書
- 『華骸 寺田操詩集』あんかるわ叢書刊行会、1981
- 『対なるエロス・高群逸枝 『恋愛論』『恋愛創生』への試み』砂子屋書房、1983
- 『みずごよみ(水暦) 寺田操詩集』白地社、1986
- 『モアイ』風琳堂、1992
- 『恋愛の解剖学 エロスとタナトス』風琳堂、1997
- 『金子みすゞと尾崎翠 一九二〇・三〇年代の詩人たち』白地社、2000
- 『介助犬シンシアの物語 good girl! Cynthia』毎日新聞大阪本社編 太田朋絵 大和書房、2003
- 『都市文学と少女たち 尾崎翠・金子みすゞ・林芙美子を歩く』白地社、叢書l’esprit nouveau 2004
- 『酒食つれづれ』高堂敏治共著 白地社、2007
- 『尾崎翠と野溝七生子 二十一世紀を先取りした女性たち』白地社、叢書l’esprit nouveau、2011